# كيلي هيرندون
كيلي هيرندون (بالإنجليزية: Kelly Herndon)‏ هو لاعب كرة قدم أمريكية أمريكي، ولد في 3 نوفمبر 1976 في توينسبورغ في الولايات المتحدة.